# Haunmühle (Altdorf)
Haunmühle ist ein Gemeindeteil des Marktes Altdorf im niederbayerischen Landkreis Landshut.

## Geographie
Haunmühle bezeichnet(e) eine alte Mühle innerhalb von Pfettrach und ist inzwischen ein Straßenname innerhalb dieses Pfarrdorfes, bei dem sich ursprünglich die Mühle befand. Das Gelände ist heute durch eine Wohnsiedlung aus den 1990er Jahren geprägt.
Die Mühle wurde als Sägemühle vom Pfettrach-Bach angetrieben, bzw. einem Abzweiger, dem Mühlkanal. Sowohl das ursprüngliche Bachbett als auch der Kanal wurden in diesem ungefähr zwei Kilometer langen Abschnitt durch Pfettrach mehrfach (1800–1992) wegen Hochwassergefährdung und Mühlennutzung verlegt. Erste Erwähnung findet die Haunmühle im Jahre 1330, Sie wurde 1971 außer Betrieb gesetzt, nachdem das Bachbett begradigt wurde. 